# Ivan Landsmann
Ivan Landsmann (26. února 1949, Nový Jičín - 17. března 2017) byl český spisovatel, původním povoláním horník. Jeho autobiografické knihy byly psány živým stylem, postavy mluví autentickým ostravským dialektem a hornickým slangem.

## Život
Otec pracoval jako technický úředník v Tatře Kopřivnice, matka jako dělnice. Dětství prožil v Havířově-Šumbarku. Landsmann se učil na malíře pokojů, ale učení nedokončil. Později pracoval jako závozník a nastoupil na vojnu do Přáslavic u Olomouce.
Po dokončení povinné vojenské služby pracoval šestnáct let na dole Antonín Zápotocký, nejdříve jako horník, později jako předák v geologickém průzkumu. Oženil se a měl dvě dcery. V červnu 1985 odjel za bratrem do Kanady a chtěl u něho zůstat. Po dvou měsících však musel Kanadu opustit. Na zpáteční cestě požádal při mezipřistání v Amsterdamu o politický azyl. Po těžkých začátcích bez znalosti nizozemštiny nebo angličtiny se seznámil s dalším českým emigrantem, písničkářem Jaroslavem Hutkou. Už v Kanadě začal s psaním zápisků. Na Hutkův popud pokračoval v psaní vzpomínek na práci v dole, zamýšlené z počátku hlavně jako terapie pro překonání traumat způsobených samotou a emigrací.
Náhodou se tak odkryl Landsmanův vypravěčský talent. Později získal v Nizozemsku politický azyl, také na přímluvu Josefa Škvoreckého, který ho po přečtení části deníku označil, v dopise zaslaném nizozemským úřadům, za předního českého spisovatele. Ještě v devadesátých letech žil autor v Nizozemsku. V roce 2001 se vrátil do České republiky a několik let se marně pokoušel získat české občanství a tím například právo na penzi. Nějaký čas pracoval u ostrahy v pražském knihkupectví.

## Dílo

### Pestré vrstvy
Autorova první a nejoceňovanější kniha Pestré vrstvy vznikala během Landsmannova exilu v Nizozemsku a vyšla až po třinácti letech od svého dokončení v roce 1999. V první části se vrací do doby před emigrací a s použitím hornické mluvy zachycuje autenticky život na šachtě v „ocelovém srdci“ komunistického Československa. V druhé části popisuje svou emigraci do Kanady a posléze krušné chvíle následující po příjezdu do Nizozemska. Román získal nejvíce hlasů v anketě Lidových novin o Knihu roku 1999.
Podle knihy vznikla v Divadle Petra Bezruče stejnojmenná divadelní hra oceněná v roce 2011 Cenou Divadelních novin v kategorii Alternativní divadlo. Podle hry později vzniklo v České televizi zcela originální obrazové převedení do tvaru TV filmu - TV inscenace. Natočeno v areálu Dolu Hlubina v Dolní oblasti Vítkovice.

### Další knihy
Další záznamy napsané během emigrace navazující na první knihu vydal Landsman v knihách Fotr a Vězení na svobodě, ukazující tvrdý život emigranta v rotterdamských ubytovnách a hospodách. V roce 2008 vyšla kniha Šestý smysl zaznamenávající autorovy návraty domů po roce 1989.

### Přehled tvorby
- Pestré vrstvy, Torst 1999, ISBN 80-7215-082-0
- Fotr, Torst 2000, ISBN 80-7215-120-7
- Vězení na svobodě, Torst 2002, ISBN 80-7215-175-4
- Šestý smysl, Nakladatelství XYZ 2008, ISBN 978-80-7388-107-8